# جون بليس
جون بليس (بالإنجليزية: Jon Blais)‏ هو تريثلت أمريكي، ولد في 30 أغسطس 1971، وتوفي في 27 مايو 2007 بسبب تصلب جانبي ضموري.